# 秦舒培
秦舒培（Shupei Qin；1989年8月10日—），中國超級名模。她是高級時裝品牌Ralph Lauren、Karl by Karl Lagerfeld、Shanghai Tang的代言人。秦舒培上過Elle及Glass magazine等雜誌封面或內頁，也有參與Chanel、Gucci& Burberry、Versace、Vera wang等著名時裝及奢侈品的時裝展。

## 個人生活
2012年1月，與華誼兄弟時尚文化傳媒董事總經理趙磊結婚。
2016年，趙磊與秦舒培離婚。
2017年，秦舒培和陳冠希結婚並生育一名女兒。

## 作品

### 电影
- 2015年 《从天儿降》飾演 纽佩馨

## 外部連結
- 秦舒培的Instagram帳戶
- 秦舒培的新浪微博
- 秦舒培在豆瓣上的资料（简体中文）
- 秦舒培在时光网上的簡介（简体中文）
- 華文影史庫秦舒培簡介 （页面存档备份，存于）